# Castets-en-Dorthe
Castets-en-Dorthe è un comune francese soppresso di 1 266 abitanti situato nel dipartimento della Gironda nella regione della Nuova Aquitania. Dal 2019 fa parte del comune di Castets et Castillon.

## Società

### Evoluzione demografica
Abitanti censiti